# Euroclydon
Euroclydon (of in het Latijn: Euraquilo) is een wind uit het noordoosten die in de Middellandse Zee waait, meestal in de herfst en de winter. Afgeleid van het Griekse woord eurokludōn [εὐροκλύδων], van euro (eurus, betekent oost-wind) en, ofwel het Griekse woord akulōn (akylōn, wat noordenwind betekent), of kludon (wat betekent een golf van het werkwoord kluzo die naar golvend betekent) of het Latijn woord aquilō (aquilon).

## Opmerkelijke referenties
- In hoofdstuk 27 in het Bijbelboek Handelingen 27:14[1] kan het specifiek verwijzen naar de naam van de Gregale wind uit de Adriatische Golf (dit is: een sterke noordoostenwind in het midden en westen van de Middellandse Zee). Deze waait vooral in het winterseizoen en voert buien aan. De wind hangt vaak samen met een koudedip waardoor grote onstabiliteit optreedt. De buien gaan soms samen met hagel. Deze wind duurt meestal enkele dagen, maar soms bijna een week. Hierdoor verging het schip van de apostel Paulus aan de kust van Malta op weg naar Rome.[2]
- Bij de Maltezer zeelieden is dit fenomeen ook wel bekend onder de naam "Gregale".
- Er wordt naar verwezen in het tweede hoofdstuk van Moby-Dick.[3]
- Euroclydon is ook de naam van een volkslied van William Billings. Waarnaar wordt verwezen in "The Roman Centurion's Song" van Rudyard Kipling: "Hier, waar onze hardnekkige Britse eiken tegenover Euroclydon staan!"[4]
- Maar ook in Dorothy L. Sayers' roman The Nine Tailors waar na een regenbui de rector deze zin uit Handelingen 27:14 citeert[5]
- William Billings, Euroclydon, an Anthem for Mariners[6]